# Dichaea lankesteri
Dichaea lankesteri är en orkidéart som beskrevs av Oakes Ames. Dichaea lankesteri ingår i släktet Dichaea och familjen orkidéer. Inga underarter finns listade i Catalogue of Life.